# Ivar Hansen
Ivar Christian Hansen (ur. 1 listopada 1938 w Agerbæk, zm. 11 marca 2003 w Kopenhadze) – duński polityk i rolnik, w latach 1978–1979 minister, długoletni poseł do Folketingetu i jego przewodniczący od 1998 do 2003.

## Życiorys
Absolwent szkoły rolniczej (1961), prowadził własne gospodarstwo rolne. Zaangażował się w działalność polityczną w ramach liberalnej partii Venstre, w połowie lat 60. wszedł w skład władz lokalnych tego ugrupowania. W 1973 po raz pierwszy wybrany na deputowanego do Folketingetu, uzyskiwał reelekcję w kolejnych wyborach, zasiadając w duńskim parlamencie do czasu swojej śmierci. Od 1978 do 1979 sprawował urząd ministra robót publicznych w gabinecie Ankera Jørgensena. W 1977 i ponownie w latach 1982–1988 kierował frakcją poselską liberałów. W 1998 wybrany na przewodniczącego Folketingetu, pokonał w głosowaniu socjaldemokratkę Birte Weiss. Stanowisko to zajmował do czasu swojej śmierci.